# Hartenberg (Happurg)
Hartenberg ist ein Gemeindeteil der Gemeinde Happurg im Landkreis Nürnberger Land (Mittelfranken, Bayern). Hartenberg liegt in der Gemarkung Breitenbrunn.

## Lage
Der Weiler Hartenberg liegt an einer Gemeindeverbindungsstraße, die nach Breitenbrunn (2,7 km südwestlich) bzw. nach Mosenhof verläuft (0,8 km nordöstlich), und an einem relativ steil abfallenden Hang des Kainsbachtals.

## Geschichte
Mit dem Gemeindeedikt (frühes 19. Jahrhundert) wurde Hartenberg dem Steuerdistrikt Kucha und der Ruralgemeinde Breitenbrunn zugewiesen. Am 31. Dezember 1971 wurde Breitenbrunn im Rahmen der Gebietsreform in Bayern aufgelöst: Hartenberg wurde nach Happurg eingemeindet.